# Tubulipora fruticosa
Tubulipora fruticosa är en mossdjursart som beskrevs av Arnold Girard Kluge 1946. Tubulipora fruticosa ingår i släktet Tubulipora och familjen Tubuliporidae. Inga underarter finns listade i Catalogue of Life.